# Юджин Пол Вігнер
Юджин Пол Вігнер (англ. Eugene Paul Wigner; 17 листопада 1902, Будапешт, Угорщина — 1 січня 1995, Принстон, США) — американський фізик угорського походження. Нобелівський лауреат 1963 року за внесок в теорію атомного ядра та елементарних частинок, особливо за відкриття та застосування фундаментальних принципів симетрії.

## Біографія

### Ранні роки
Вігнер народився в Будапешті в єврейській сім'ї середнього достатку (сім'я згодом прийняла лютеранство в 1919 році, але залишалася нерелігійною). Його батько, Антал Вігнер (Antal Wigner, 1870—1955), працював керуючим шкіряно-дубильного цеху; мати, Елізабет (Erzsébet Einhorn Wigner, до шлюбу Айнгорн, 1879—1966), була домогосподаркою. Дід Вігнера по материнській лінії був лікарем у маєтку Естергазі в Айзенштадті. У Вігнера були дві сестри, Берта і Маргіт (остання у 1937 році стала дружиною фізика Поля Дірака).
У віці 11 років Вігнер заразився туберкульозом і протягом 6 тижнів перебував разом зі своєю матір'ю в санаторії в Австрійських горах. Вігнер відвідував лютеранську гімназію, де він вивчав математику під керівництвом Ласло Ратца — вчителя Джона фон Неймана. У 1921 році він навчався у Вищій технічній школі Берліна (сьогодні Берлінський технічний університет). У цей час він відвідував по середах колоквіуми німецького фізичного товариства. На цих колоквіумах виступали такі знаменитості, як Макс Планк, Макс фон Лауе, Рудольф Ладенбурге, Вернер Гейзенберг, Вальтер Нернст, Вольфганг Паулі і Альберт Ейнштейн. На одному з колоквіумів Вігнер зустрів Лео Сіларда, який відразу став близьким другом Вігнера. Також у Берліні Вігнер познайомився в Майклом Полані, який став другим, після Ласло Ратца, вчителем Вігнера.

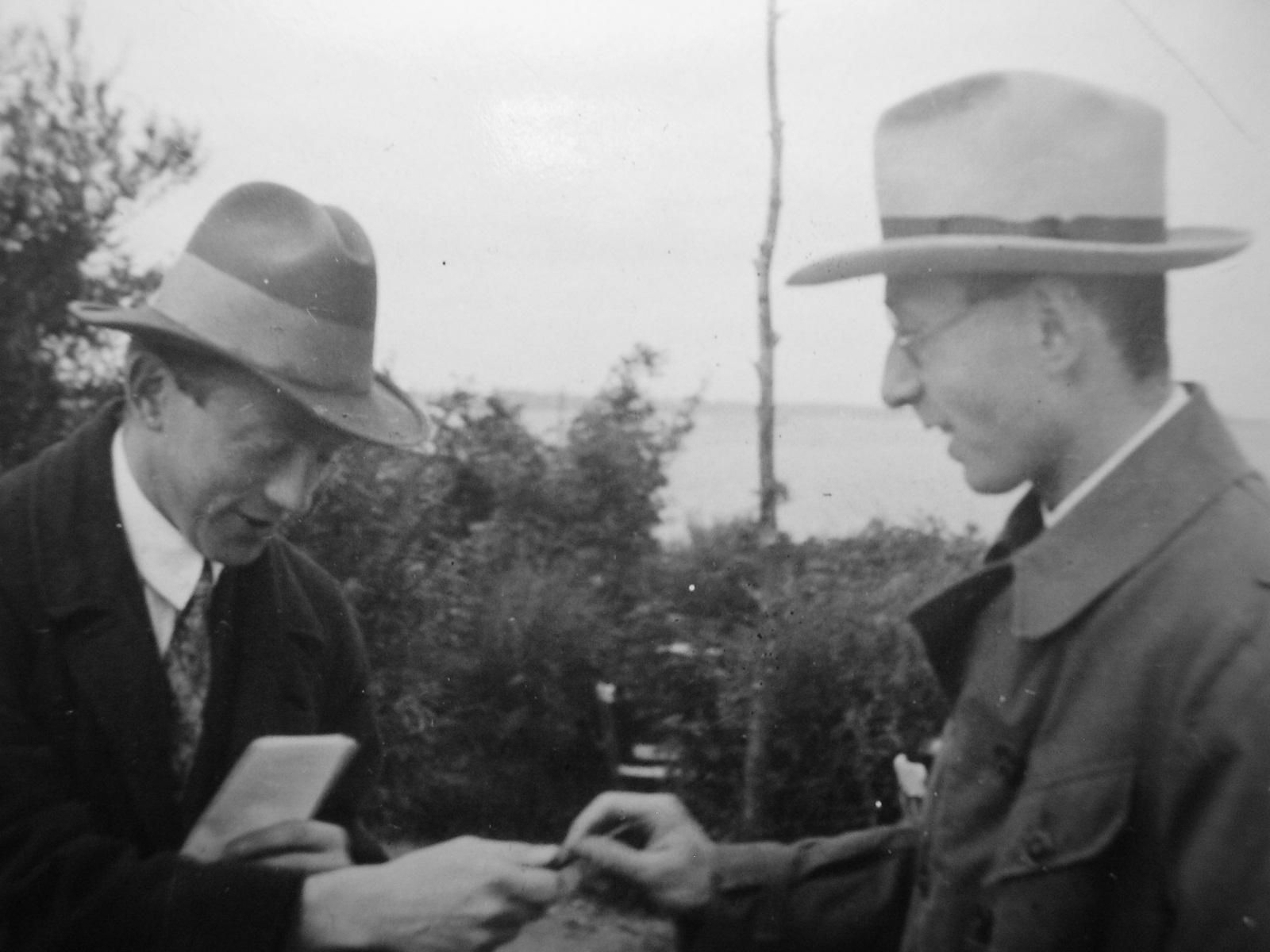
Вернер Гайзенберг та Юджин Вігнер (1928)

Навчався хімії та інженерії в Технічному університеті Берліна. Тут він познайомився з Альбертом Ейнштейном та Лео Сілардом. Працював у Принстонському університеті в 1930 році. В 1937 році одержав громадянство США. В 1939 році був серед п'яти науковців, які повідомили президенту США Франкліну Д. Рузвельту про військовий потенціал атомної енергії. Під час Другої світової війни брав участь у роботі над плутонієвим реактором.

## Публікації
- Айзенбуд Л., Вигнер Е. Структура ядра. — М. : ИЛ, 1959. — 180 с.
- Вейнберг А., Вигнер Е. Физическая теория ядерных реакторов. — М. : ИЛ, 1961. — 732 с.
- Вигнер Е. Теория групп и её приложения к квантовомеханической теории атомных спектров. — М. : ИЛ, 1961. — 444 с.
- Вигнер Е. Этюды о симметрии. — М. : Мир, 1971. — 320 с.